# 龙钟原梭螺
龙钟原梭螺（学名：Prosimnia piriei），又名龍種海兔螺，为梭螺科的动物。舊屬原梭螺属，今屬前凹螺属。

## 分佈
分布于所罗门群岛、台湾東北角等地，主要生活于深海。该物种的模式产地在尼莫亚岛、所罗门群岛。

## 外部連結
- 維基物種上的相關：龙钟原梭螺